# Všechovice (okres Brno-venkov)
Všechovice jsou obec v okrese Brno-venkov v Jihomoravském kraji. Rozkládají se v Boskovické brázdě, 20 km severozápadně od Brna, v katastrálním území Všechovice u Tišnova. Žije zde 264 obyvatel.

## Název
Základem názvu vesnice bylo osobní jméno Všech(a), domácká podoba některého jména začínajícího na Vše- (Všebor, Všemír, Všemysl apod.). Výchozí tvar Všechovici byl pojmenováním obyvatel vsi a znamenal "Všechovi lidé".

## Historie
První zmínka o obci se nachází v listině krále Václava I. z roku 1239.
Do roku 2006 byl starostou Josef Dosoudil, v letech 2006–2014 (do svého úmrtí) Jiří Krkavec. Po komunálních volbách 2014 stanul v čele obce Jaroslav Hindra, od roku 2018 vede obec Pavel Vejrosta.

## Obyvatelstvo
| Rok            | 1869 | 1880 | 1890 | 1900 | 1910 | 1921 | 1930 | 1950 | 1961 | 1970 | 1980 | 1991 | 2001 | 2011 | 2021 |
| -------------- | ---- | ---- | ---- | ---- | ---- | ---- | ---- | ---- | ---- | ---- | ---- | ---- | ---- | ---- | ---- |
| Počet obyvatel | 269  | 304  | 313  | 330  | 357  | 345  | 327  | 301  | 289  | 239  | 208  | 182  | 168  | 232  | 304  |
| Počet domů     | 45   | 54   | 57   | 59   | 64   | 66   | 73   | 81   | 76   | 68   | 66   | 74   | 73   | 99   | 117  |

Vývoj počtu obyvatel

## Pamětihodnosti
- Kaple sv. Anny

## Galerie

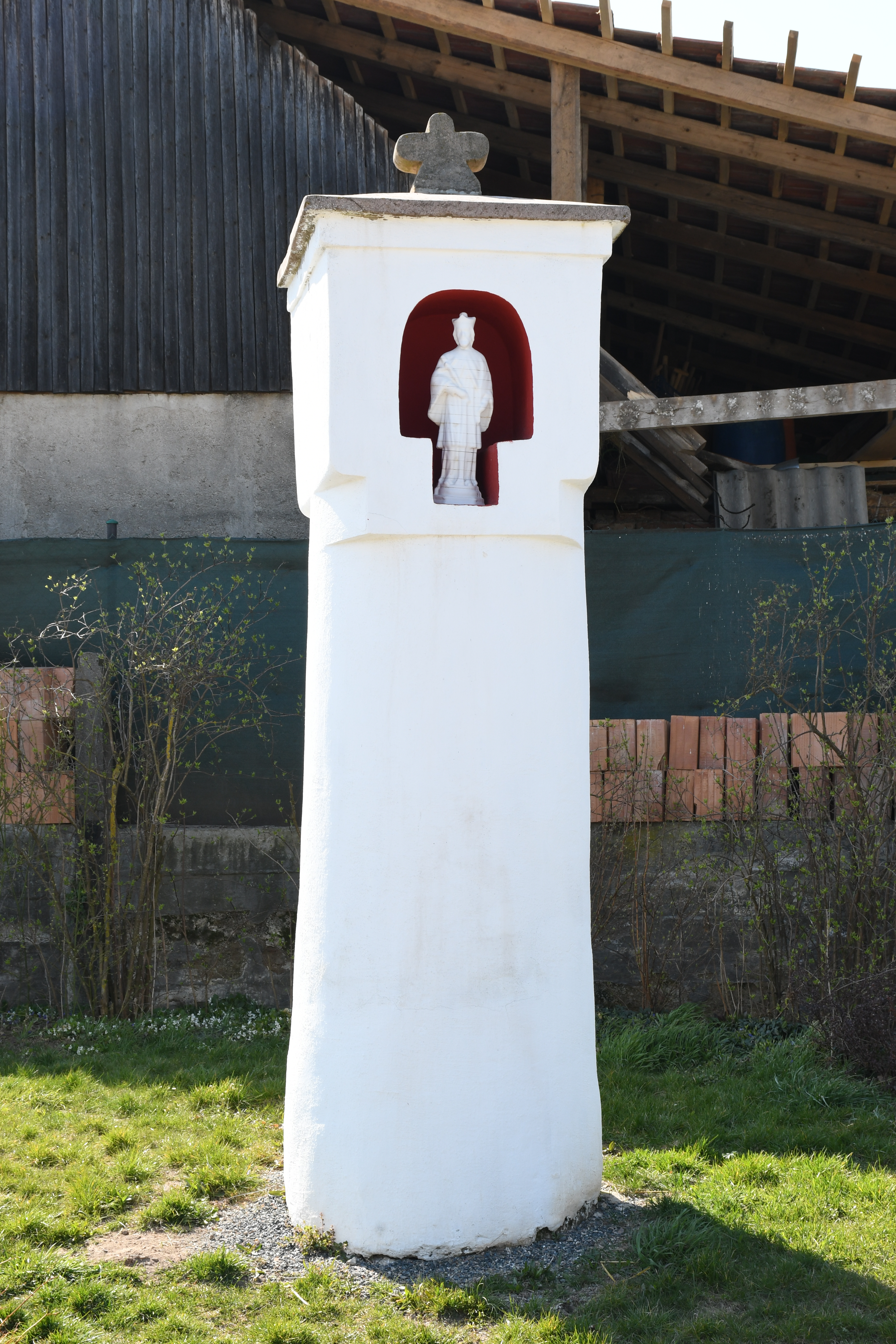
Boží muka
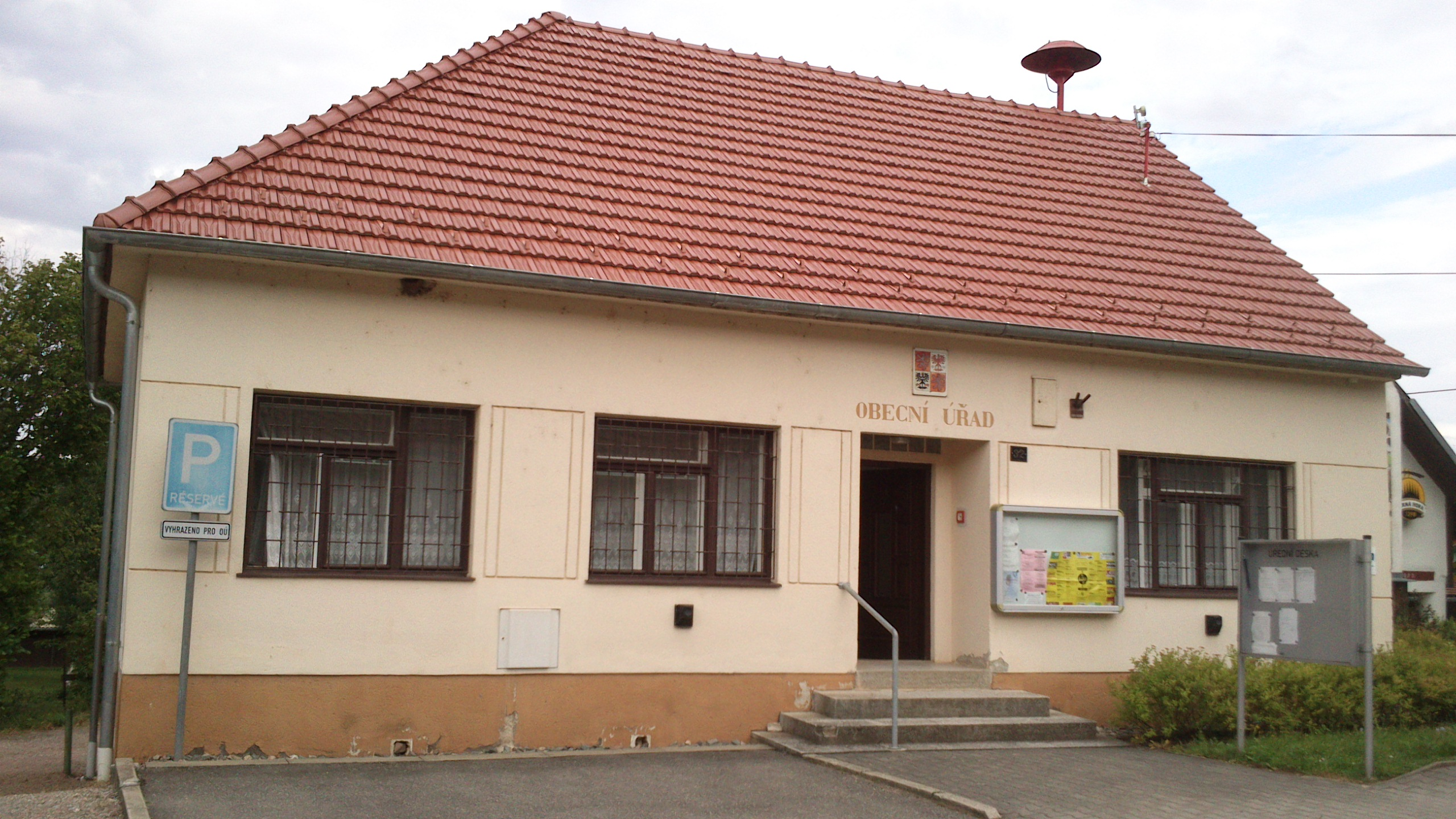
Obecní úřad
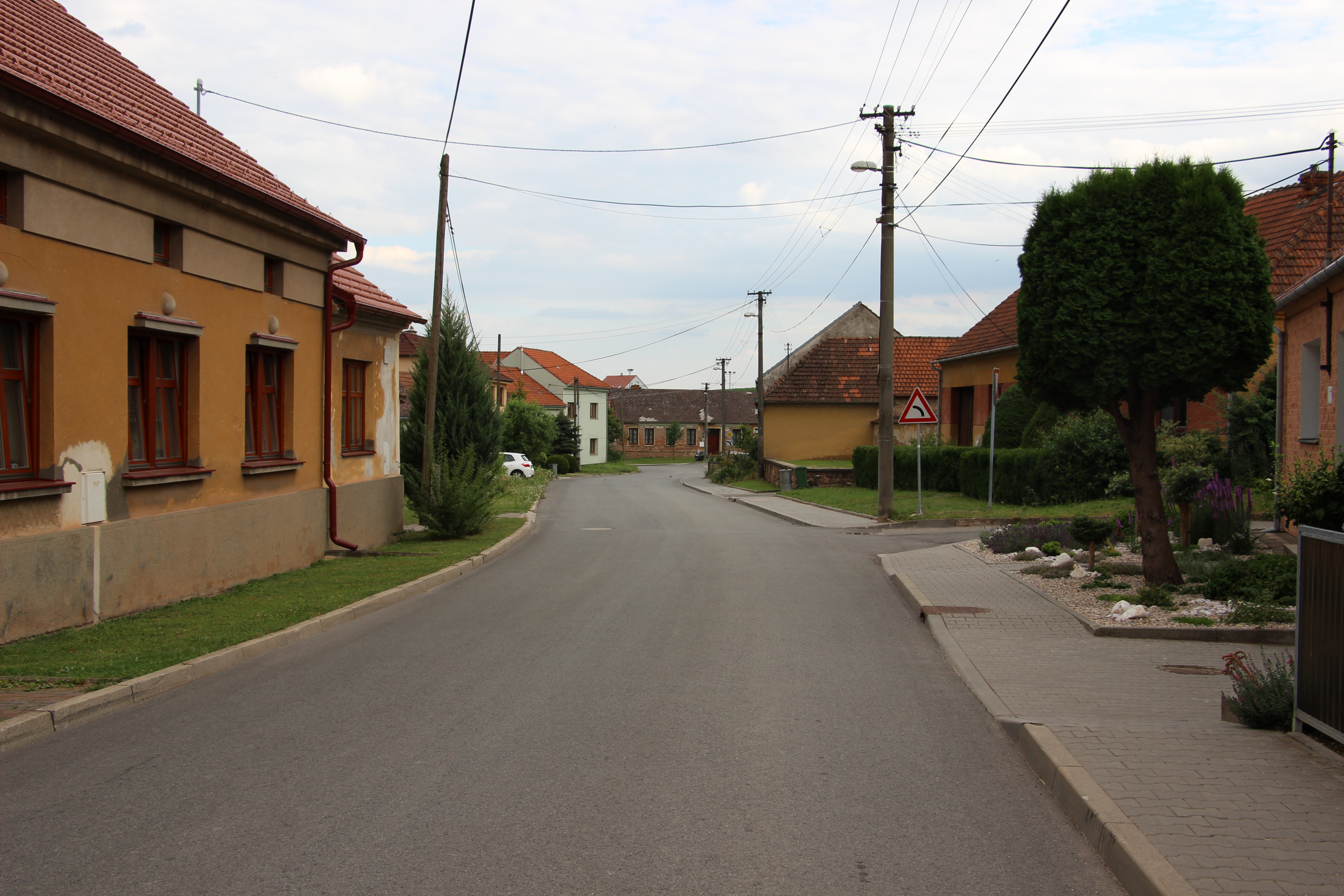
Ulice jižně od návsi
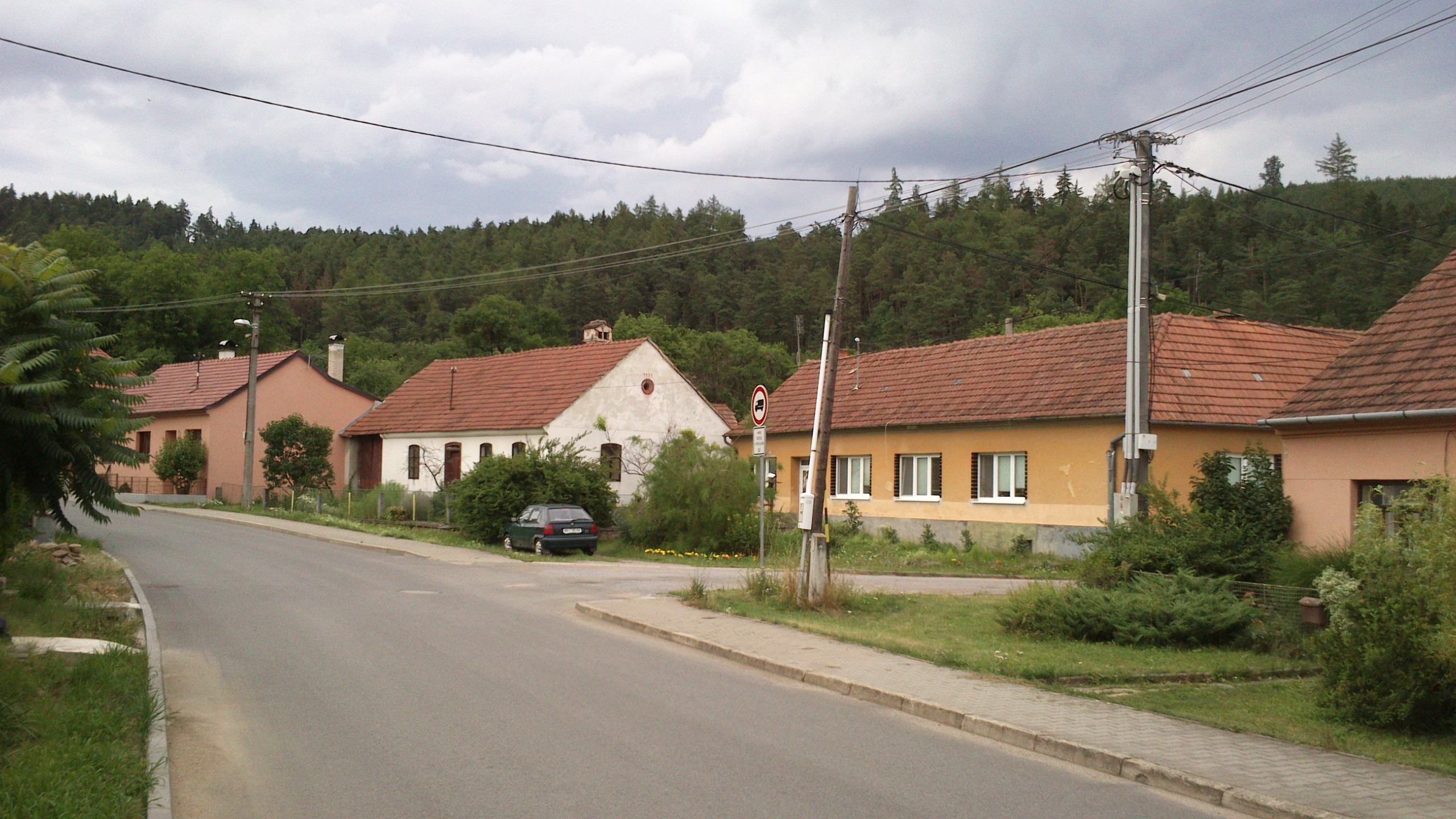
Domy č. p. 30, 54 a 47